# Brønderslev
Brønderslev es una ciudad danesa perteneciente a la región de Jutlandia Septentrional, con 11.895 habitantes en 2012. Es la capital y principal localidad del municipio de Brønderslev. Hasta 1921 fue llamada Vester Brønderslev.

## Historia
Durante siglos, Brønderslev fue una pequeña aldea. Su nombre aparece por primera vez en la historia en 1305 como Wester Brøndesleff. La aldea formaba parte de la zona rural que servía a la ciudad de Hjørring. El nombre proviene de Brunnar: un nombre de varón, y el sufijo -lev: "dominio, propiedad", por lo que significaría aproximadamente "dominio de Brunnar". La palabra Vester significa "occidental", y servía para distinguirla de Øster Brønderslev, localidad a 5 km al este.
El desarrollo de Brønderslev inició con la inauguración de la carretera entre Hjørring y Aalborg en 1832, que fue asfaltada en la década de 1850. Se estableció una posada y un mercado y a mediados de siglo había una pequeña comunidad de artesanos y comerciantes. En 1871 el desarrollo aumentó con la llegada de la línea de ferrocarril entre Aalborg y Hjørring, que tuvo una estación en la localidad. A finales del siglo XIX ya había algunas industrias, pero la mitad de la población aún trabajaba en la agricultura. En esta época apenas se sobrepasaban los 2.000 habitantes.
En 1921 se le otorgó a la localidad el privilegio de ciudad comercial (købstad) —es una de las ciudades comerciales más nuevas— y se cambió el nombre de Vester Brønderslev a simplemente Brønderslev. En la primera mitad del siglo XX Brønderslev experimentó un auge en la industria manufacturera.
A principios del siglo XX, la industria sigue teniendo importancia, pero ha sido superada desde los años 1980 por los servicios y la administración. En este último ramo, la ciudad es sede municipal desde 1970, y en 2007 su importancia creció al agrandarse significativamente los límites municipales.

## Transporte

### Tren
Brønderslev es servida por la estación de Brønderslev. Se encuentra en la línea ferroviaria de Aalborg - Hjørring Frederikshavn y ofrece  Intercity a los servicios directos a Copenhague y Frederikshavn y servicios de trenes regionales y dos de Aalborg a Frederikshavn .